# Euxoa pluralis
Euxoa pluralis är en fjärilsart som beskrevs av Augustus Radcliffe Grote 1878. Euxoa pluralis ingår i släktet Euxoa och familjen nattflyn. Inga underarter finns listade i Catalogue of Life.

## Bildgalleri

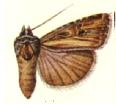